# Canuleius pygmaeus
Canuleius pygmaeus är en insektsart som beskrevs av Ludwig Redtenbacher 1906. Canuleius pygmaeus ingår i släktet Canuleius och familjen Heteronemiidae. Inga underarter finns listade.